# Wang Lei
Wang Lei é um jogadora de xadrez da China com participação nas Olimpíadas de xadrez de 1990 a 2000. Lei conquistou a medalha de ouro por performance individual no primeiro tabuleiro reserva em 1998 e a medalha de ouro por equipe, além da medalha especial pela melhor performance de rating. Conquistou também medalha de ouro, prata e bronze por equipes em 2000,  1996 e  1990, respectivamente.